# Jamal Hairane
Jamal Hairane (arabisch جمال حيران, DMG Ǧamāl Ḥairān; * 26. Mai 1993) ist ein katarischer Leichtathlet marokkanischer Herkunft, der sich auf den 800-Meter-Lauf und den 1500-Meter-Lauf spezialisiert hat.

## Karriere
Erste Erfahrungen bei internationalen Meisterschaften sammelte Jamal Hairane bei den Panarabischen Spielen 2011 in Doha, bei denen er über 800 Meter in der ersten Runde ausschied. Im Jahr darauf gewann er bei den Juniorenasienmeisterschaften in Colombo in 3:48,11 min die Bronzemedaille im 1500-Meter-Lauf und nahm über 800 Meter an den Juniorenweltmeisterschaften in Barcelona teil, schied dort aber mit 1:49,89 min im Halbfinale aus. 2013 gewann er bei den Arabischen Meisterschaften in Doha die Silbermedaille mit der katarischen 4-mal-400-Meter-Staffel und belegte über 800 Meter Rang sechs. Anschließend schied er bei den Asienmeisterschaften in Pune mit 1:54,88 min im Vorlauf aus. Bei den Hallenasienmeisterschaften in Hangzhou wurde er in 1:52,09 min Vierter und bei den Asienspielen im südkoreanischen Incheon gewann er in 1:48,25 min überraschen die Bronzemedaille hinter dem Iraker Adnan Taess Akkar und Teng Haining aus China.
2015 wurde er bei den Arabischen Meisterschaften in Manama Sechster über 1500 Meter und bei den Asienmeisterschaften in Wuhan wurde er Siebter über 800 Meter. Er qualifizierte sich auch für die Weltmeisterschaften in Peking, bei denen er mit 1:48,96 min in der Vorrunde ausschied. Im Oktober belegte er bei den Militärweltspielen im südkoreanischen Mungyeong in 1:48,68 m den siebten Platz und schied mit der Staffel in der ersten Runde aus. 2016 gewann er bei den Hallenasienmeisterschaften in Doha in 1:48,05 min die Silbermedaille hinter seinem Landsmann Musaeb Abdulrahman Balla. Bei den IAAF World Relays 2017 auf den Bahamas gelangte er mit der katarischen 4-mal-800-Meter-Staffel auf den sechsten Platz. Bei den Asienmeisterschaften in Bhubaneswar gewann er sowohl über 800 als auch über 1500 Meter die Silbermedaille. Anfang September siegte er bei den Asian Indoor & Martial Arts Games in Aşgabat in 1:49,33 min und gewann mit der 4-mal-400-Meter-Staffel Silber hinter der Mannschaft aus Pakistan.
2018 nahm er erneut an den Asienspielen in Jakarta teil und wurde diesmal in 1:49,05 min Sechster. Anschließend wurde er auch beim Leichtathletik-Continentalcup in Ostrava in 1:47,93 min Sechster. Bei den Asienmeisterschaften 2019 in Doha gewann Hairane in 1:47,27 min die Bronzemedaille im 800-Meter-Lauf hinter seinem Landsmann Abubaker Haydar Abdalla und Ebrahim al-Zofairi aus Kuwait. Er qualifizierte sich damit auch für die Heimweltmeisterschaften, die ebenfalls in Doha stattfanden, und schied dort mit 1:46,40 min bereits im Vorlauf aus.
Hairane absolvierte ein Studium für Business Management am College of the North Atlantic in Doha.

## Bestleistungen
- 800 Meter: 1:45,67 min, 23. Juni 2018 in Nivelles
  - 800 Meter (Halle): 1:48,05 min, 21. Februar 2016 in Doha
- 1500 Meter: 3:37,92 min, 16. Juli 2017 in Padua
  - 1500 Meter (Halle): 3:43,47 min, 6. Februar 2016 in Mondeville
- Meile: 3:59,34 min, 20. August 2017 in Birmingham